# Beňadovo
Beňadovo és un poble i municipi d'Eslovàquia que es troba a la regió de Žilina, al centre-nord del país.

## Història
La primera menció de la vila data del 1677, amb el nom hongarès de Tyapessómező, però aquell any ja apareix també registrat amb el nom de Benedikowa. El 1796 el llibre de geografia nacional valorà la vila com un poble dolent. el 1828 hi havia 366 persones i 68 cases. El 1899 el nom oficial canvià pel de Benedekháza segons la nova política hongaresa. El 1910, segons el cens, hi havia 372 persones (majoritàriament eslovacs). Fins al Tractat del Trianon la vila pertanyia al Regne d'Hongria, al comtat d'Árva; després passà al districte de Námestovo, a l'aleshores Txecoslovàquia, i finalment el 1993 a l'actual Eslovàquia.

## Demografia
| Godina             | 1994 | 2004    | 2014    | 2024    |
| ------------------ | ---- | ------- | ------- | ------- |
| Nombre de persones | 655  | 730     | 810     | 973     |
| Diferència         |      | +11,45% | +10,95% | +20,12% |

| Godina             | 2023 | 2024   |
| ------------------ | ---- | ------ |
| Nombre de persones | 963  | 973    |
| Diferència         |      | +1,03% |